# Allonecte lagerheimii
Allonecte lagerheimii är en svampart som först beskrevs av Narcisse Theophile Patouillard, och fick sitt nu gällande namn av Hans Sydow 1939. Allonecte lagerheimii ingår i släktet Allonecte och familjen Tubeufiaceae.   Inga underarter finns listade i Catalogue of Life.